# Flughafen Sitka Rocky Gutierrez

i7
i11
i13
Der Sitka Rocky Gutierrez Airport (IATA-Code: SIT, ICAO-Code: PASI) ist ein öffentlicher Flughafen, westlich von Sitka in Alaska in den Vereinigten Staaten.

## Flughafendaten
Der Flughafen hat eine Asphaltpiste mit 2195 m Länge und 46 m Breite. Die Seehöhe beträgt 8 m. Er ist nach einem ehemaligen Bürgermeister der Stadt Sitka  Rocky Gutierrez benannt.

## Geschichte
Alaska Airlines fliegt Sitka seit über 50 Jahren an. Im Jahr 1967 betrieb Alaska Airlines eine Boeing 727-100 zum Flughafen auf einer Hin- und Rückstrecke von Seattle – Sitka – Anchorage – Unalakleet – Nome – Kotzebue und flog auch eine Convair CV-240 nonstop nach Juneau. Bis 1969 hatte Alaska Airlines mehrere Zwischenstopps auf der Strecke zwischen Seattle und Alaska hinzugefügt und betrieb eine Boeing 727-100 auf der Hin- und Rückstrecke Seattle – Sitka – Juneau – Yakutat – Cordova – Anchorage – Unalakleet – Nome – Kotzebue Zusätzlich zum Betrieb des Convair 240-Dienstes auf einer Hin- und Rückstrecke vom Flughafen Annette Island – Wrangell – Petersburg – Sitka – Juneau. Im Laufe der Jahre betrieb Alaska Airlines auch Boeing 727-200 und 737-200, bevor sie auf spätere Versionen der Boeing 737 umstieg. Im Jahr 1986 betrieb AirPac mit Sitz in Anchorage einen Jetservice zum Flughafen mit einem Flugzeug vom Typ British Aerospace BAe 146-100, das eine Hin- und Rückstrecke von Seattle – Sitka – Anchorage flog.
Seit 2014 verbindet SkyWest Airlines (als Delta Connection) mit Seattle.

## Flugbetrieb
Im Jahre 2022 wurden 94.648 Passagiere befördert. Im selben Jahr fanden 23.327 Flugbewegungen statt, davon 19.036 lokale Bewegungen, 7.000 Zwischenlandungen, 9.860 Air-Taxi-Flüge, 1.800 Frachtflüge und 1.325 militärische Flüge. Im Jahr 2017 waren hier 21 einmotorige, 4 zweimotorige Flugzeuge und drei Militärflugzeuge stationiert.
Die wichtigsten Fluggesellschaften für den Flughafen sind Alaska Airlines und SkyWest.